# Dobřichovice (zámek)
Zámek v Dobřichovicích v okrese Praha-západ je původně renesanční stavba, v 18. století upravená do dnešní pozdně barokní podoby. Po většinu své existence sloužil jako rezidence řádu křižovníků s červenou hvězdou. Je chráněn jako kulturní památka České republiky.

## Historie
Řád křižovníků získal Dobřichovice od krále Václava I. v roce 1253, přišel o ně však v období husitských válek. Tvrz, která stávala na místě dnešního zámku, je zmiňována až roku 1420, kdy Zikmund Lucemburský zapsal Dobřichovice Zikmundovi Bolechovci z Pušperka. Později vykoupil Dobřichovice zpět velmistr křižovníků Matěj z Třebska.

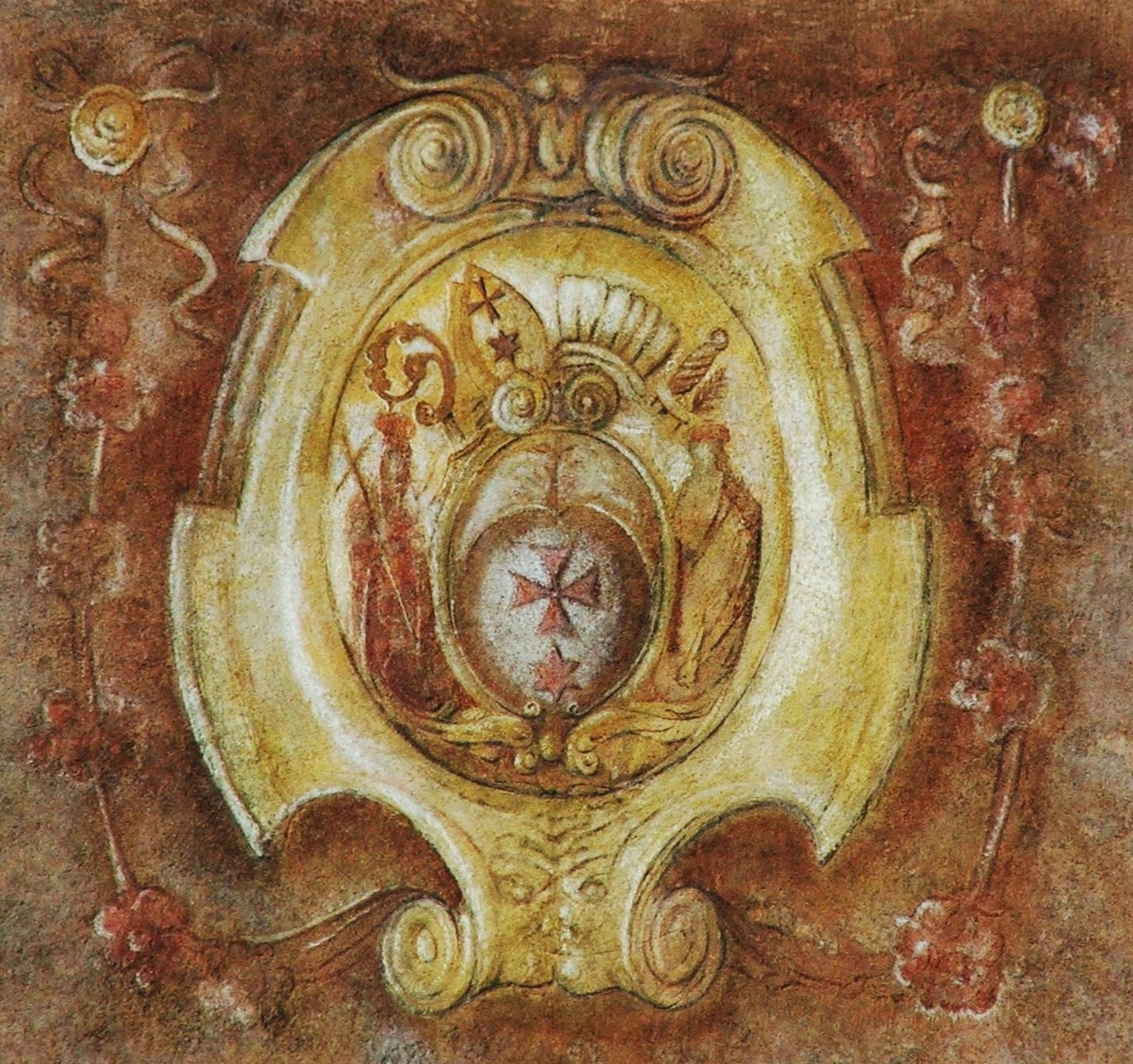
Erb křižovníků

V 16. století nechal velmistr Antonín Brus z Mohelnice přestavět tvrz na letní sídlo křižovníků (vznikl tzv. "kněžský dům"). Další renesanční úpravy pokračovaly za velmistra Zbyňka Berky z Dubé.  Roku 1618 sem stavovské direktorium dosadilo Jindřicha Matyáše z Thurnu, ten však držel Dobřichovice jen do porážky na Bílé Hoře roku 1620. Během třicetileté války byl zámek vypálen švédským vojskem, po jejím skončení byl opraven, ale v roce 1659 téměř celé Dobřichovice lehly popelem. Rezidenci se podařilo obnovit až v roce 1665. V roce 1676 za velmistra Jiřího Ignáce Pospíchala byla přistavěna kaple svatého Judy Tadeáše. Po dalším velkém požáru roku 1779 byl zámek během následujících tří let obnoven ve stylu pozdního baroka. Přibyla zámecká věž a zámek získal víceméně dnešní podobu.
Zámek zůstal v majetku křižovníků až do roku 1948. Dále byl využíván pro byty nebo různá skladiště. Byl postupně ve správě státního statku, JZD Dobřichovice, vlastníkem byla i Československá vědeckotechnická společnost nebo Památník národního písemnictví, JZD Mír Velké Bílovice a nakonec od roku 1988 společnost Vakam, s.r.o.
V roce 1994 byl značně zchátralý zámek křižovníkům vrácen. Rekonstrukce zámku trvala 10 let, nutné byly i opravy po velké povodni roku 2002. Od roku 2004 má zámek v dlouhodobém pronájmu město Dobřichovice - slouží jako kulturní a společenské centrum. V kapli se konají bohoslužby, část zámku zaujímá restaurace Zámecký had.

### Zajímavosti
- Za válek s Francií v roce 1799 byl na zámku ubytován oddíl ruských kozáků plukovníka Semernikova a před bitvou u Lipska roku 1813 zde bydlel generál Colloredo-Mansfeld.[4]
- Stavba byla mnohokrát poškozena povodněmi - jen od počátku 18. století je zaznamenáno více než 20 povodní, z nichž nejničivější byly záplavy v roce 1872 a 2002.[4]
- V roce 1969 nalezl místní farář Šimeček při úklidu zámeckého sklepení 56 vzácných barokních obrazů. Mezi 10 portréty křižovnických velmistrů byl i portrét velmistra Václava Horáka od Václava Brožíka. Obrazy jsou vystaveny v křižovnickém klášteře u Karlova mostu v Praze.[4]
- Na zámku se natáčely některé scény z filmu Nahota na prodej.[4]

## Popis

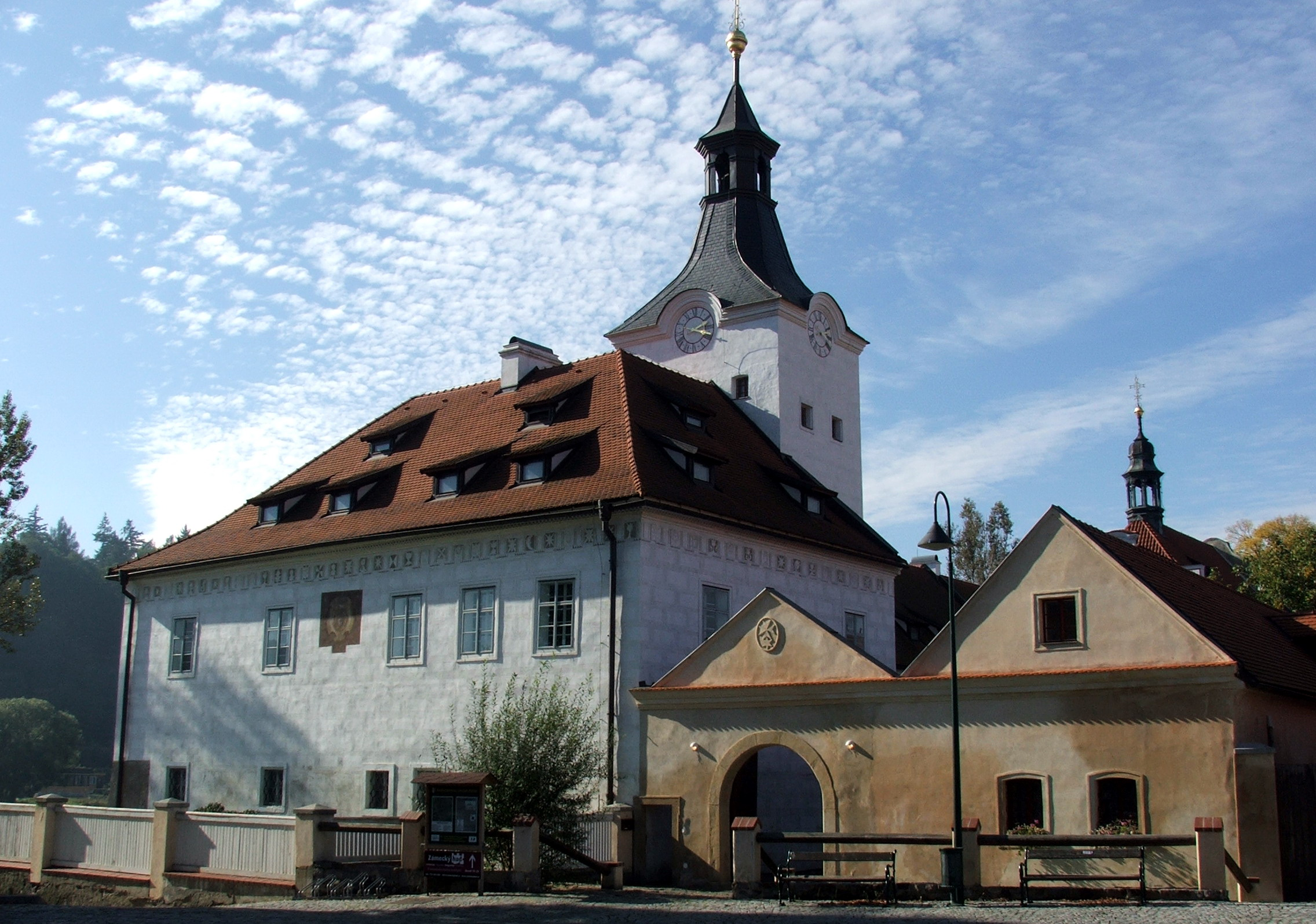

Vlastní zámek je trojkřídlá budova s hranolovou věží, zdobená renesančními sgrafity. Hlavní trakt a východní křídlo jsou jednopatrové, západní křídlo tvoří kaple svatého Judy Tadeáše. Areál se strážním domkem a nádvořím obklopuje ohradní zeď se dvěma branami. První patro zámku je přístupné dvouramenným schodištěm ve věži. Výmalba některých místností od pražského malíře Václava Schlachtera pochází z let 1797–1800. Stejný malíř později znovu vymaloval i kapli.
V blízkosti zámku stojí barokní socha Jana Nepomuckého z roku 1729. Původně ji obklopovaly 4 lípy, zachovala se jediná.